# Camponotus barbatus
Camponotus barbatus är en myrart som beskrevs av Julius Roger 1863. Camponotus barbatus ingår i släktet hästmyror, och familjen myror.

## Underarter
Arten delas in i följande underarter:
- C. b. barbatus
- C. b. infuscoides
- C. b. samarus
- C. b. taylori